# (3871) Reiz
(3871) Reiz (1982 DR2) – planetoida z pasa głównego asteroid okrążająca Słońce w ciągu 5 lat i 256 dni w średniej odległości 3,19 j.a. Odkrył ją Richard West 18 lutego 1982 roku.